# Hide & Seek (мініальбом Purple Kiss)
Hide & Seek — другий мініальбом південнокорейського жіночого гурту Purple Kiss. Він вийшов RBW 8 вересня 2021 року. До мініальбому увійшло шість треків, включно з головним синглом «Zombie», одним з авторів якого є учасник Onewe Кіа. Британське видання Dazed додало сингл «Zombie» до свого списку «Найкращих K-Pop Пісень 2021».

## Передумови та випуск
23 серпня 2021 року RBW оголосили, що Purple Kiss випустить свій другий мініальбом під назвою Hide & Seek 8 вересня 2021 року. У той же день опублікували тизер у вигляді логотипу. Пізніше того ж дня було оприлюднено перше концептуальне фото гурту.

## Комерційний успіх
Продажі мініальбому досягли 43 924 копій у вересні та він досяг 5-го місця на 37-му тижні 2021 року.

## Трек-лист
| Список пісень Hide & Seek | Список пісень Hide & Seek                          | Список пісень Hide & Seek                          | Список пісень Hide & Seek                                                     | Список пісень Hide & Seek                          | Список пісень Hide & Seek |
| #                         | Назва                                              | Автор слів                                         | Автор музики                                                                  | Аранжування                                        | Тривалість                |
| ------------------------- | -------------------------------------------------- | -------------------------------------------------- | ----------------------------------------------------------------------------- | -------------------------------------------------- | ------------------------- |
| 1.                        | «Zombie»                                           | Kim Do-hoon (RBW) Kang Ji-won Basick CyA Yuki      | Kim Do-hoon (RBW) Kang Ji-won                                                 | Kim Do-hoon (RBW) Kang Ji-won                      | 3:30                      |
| 2.                        | «2am»                                              | Purple Kiss Davve(RBW)                             | Davve (RBW) Kwon Seok-hong (RBW) Kim Hyeong-gyu (RBW) Na Go-eun Chae-in Doshi | Davve (RBW) Kwon Seok-hong (RBW) $ up Lee Joo-yong | 3:09                      |
| 3.                        | «Cast pearls before swine» (돼지 목에 진주 목걸이) | Seo Yong-bae (RBW) Lee Hu-sang (RBW) Yuki          | Seo Yong-bae (RBW) Lee Lee-sang                                               | Lee Hu-sang (RBW)                                  | 3:08                      |
| 4.                        | «So Why»                                           | Chae-in Yuki                                       | Chae-in                                                                       | Lee Sang-ho (RBW) Davve (RBW)                      | 3:36                      |
| 5.                        | «Twinkle»                                          | Seo Yong-bae (RBW) Lee Sang (RBW) Minky (RBW) Yuki | Soe Yong-bae (RBW) Lee Sang-sang (RBW) Minky (RBW)                            | Seo Yong-bae (RBW) Lee Hu-sang (RBW) Minky (RBW)   | 3:30                      |
| 6.                        | «ZzZz»                                             | Mospick Yuki                                       | Mospick                                                                       | Mospick                                            | 3:46                      |
| 19:45                     |                                                    |                                                    |                                                                               |                                                    |                           |

## Чарти
| Чарт (2021)                | Пікова позиція |
| -------------------------- | -------------- |
| South Korean Albums (Gaon) | 5              |

### Щомісячні чарти
| Чарт (2021)                | Пікова позиція |
| -------------------------- | -------------- |
| South Korean Albums (Gaon) | 16             |

## Продажі
| Регіон         | Сертифікація | Продажі |
| -------------- | ------------ | ------- |
| Південна Корея | —            | 43,924  |

## Історія випуску
| Регіон         | Дата           | Формат                        | Лейбл     |
| -------------- | -------------- | ----------------------------- | --------- |
| Світ           | 8 вересня 2021 | цифрове завантаження стриминг | RBW Kakao |
| Південна Корея | 8 вересня 2021 | CD                            | RBW Kakao |